# Tyranneau à ventre blanc
Serpophaga munda
Cet article concerne le Tyranneau à ventre blanc (Serpophaga munda). Pour le Tyranneau à ventre blanc (Myiornis albiventris), voir Microtyran à ventre blanc.
Pour les articles homonymes, voir Tyranneau de Berlepsch (homonymie).
Espèce
Statut de conservation UICN

 LC  : Préoccupation mineure
Le Tyranneau à ventre blanc (Serpophaga munda), aussi appelé Tyranneau de Berlepsch et Tyranneau munda, est une espèce de passereaux de la famille des Tyrannidae,.

## Distribution

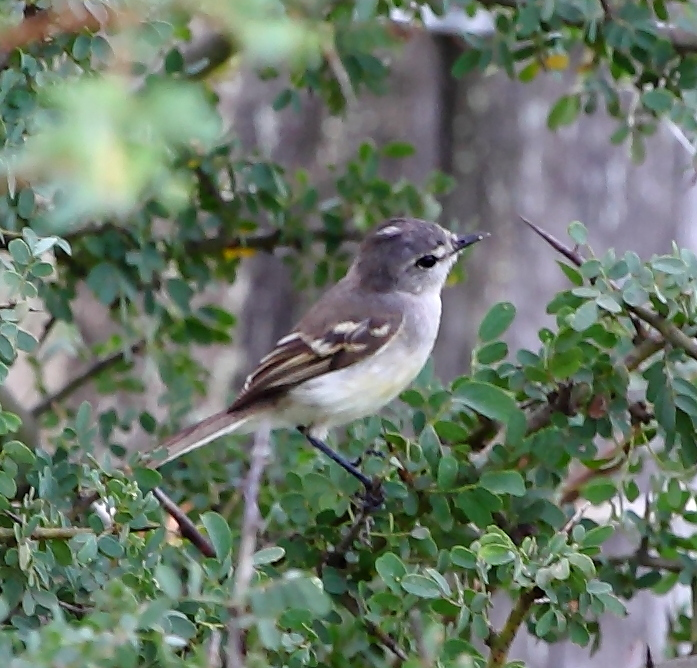
Un tyranneau à ventre blanc à Capivara, dans la province de Santa Fe, en Argentine.

Cet oiseau niche dans les yungas méridionales ; il hiverne vers l'est jusqu'au Paraguay et au Brésil.

## Systématique
Cette espèce est monotypique selon la classification de référence du Congrès ornithologique international (version 9.1, 2019).